# 台中市公車85路
台中市公車85路目前行駛自新光里（新福路）經太原車站到吉星社區，營運業者為統聯客運。

## 歷史
- 2005年11月21日：配合台灣高鐵通車，85路（高鐵臺中站－中臺科技大學）開始營運。初期由大慶火車站發車，另至12月4日皆免費搭乘。
- 2010年6月1日：由於53及高鐵快捷公車的通車，故減少班次至18班。
- 2012年12月17日：原中臺科技大學之端點，延駛至「國軍臺中總醫院」，路線名稱變更為（高鐵臺中站－國軍臺中總醫院），並增加班次至21班（原為18班）。
- 2013年10月31日：增設「文心山西路口」站。
- 2014年2月24日：增設「文心大墩七街口」站。
- 2014年4月1日：「文心中港路口」站更名為「文心臺灣大道口」。
- 2014年12月15日：增停「文心興安路口」站，「四維國小」站往昌平路口方向往東遷移30公尺。
- 2015年5月18日：增停「朝聖宮（廍子坑）」。
- 2015年5月下旬：「中山醫學大學」站往文心南復興北路口方向的站牌往建國北路遷移約80公尺，並設置公車亭。
- 2016年12月1日：調整路線為「新光里—太原車站—一江橋」，調整後原「高鐵臺中站—建功國小」區間不行駛及「國軍臺中總醫院」不停靠，各路段替代路線說明如下：
  - 「高鐵臺中站—中山醫學大學」之替代路線：99、159
  - 「中山醫學大學—東山旱溪西路口」之替代路線：53
  - 「東山旱溪西路口—軍功里」之替代路線：1、15、21、270、271、276、277
  - 「國軍臺中總醫院」之替代路線：15、41、75、75區、287
- 2021年5月1日：85路公車由原端點「一江橋」站延駛至「吉星社區」站。[1]
- 2024年2月1日：取消停靠「新福新光路口」(往吉星社區方向)單邊站位。[2]
- 2025年3月1日：取消停靠「軍功里」(往新光里方向)單邊站位。

## 路線基本資料
全程行車里程數約16公里，全程行車時間約40分。往吉星社區共48站，往新光里（新福路）共47站。
自新光里（新福路）起沿途行經新福路、新興路、天祥街、太原路、景賢路、東山路、中興巷、廍子路、太原路、廍仔巷、大興路、中山路、東平路、新城路至吉星社區。

### 時刻表
- 時刻表僅供參考，時刻表更新日期為2025年8月7日。

| 台中市公車85路平日時刻列表 | 台中市公車85路平日時刻列表 | 台中市公車85路平日時刻列表 | 台中市公車85路平日時刻列表 |
| -------------------------- | -------------------------- | -------------------------- | -------------------------- |
| 新光里（新福路）開時刻     | 新光里（新福路）開備註     | 吉星社區開時刻             | 吉星社區開備註             |
| 05:50                      | -                          | 05:50                      | -                          |
| 06:30                      | -                          | 06:40                      | -                          |
| 07:30                      | -                          | 07:20                      | -                          |
| 08:30                      | -                          | 08:30                      | -                          |
| 09:30                      | -                          | 09:20                      | -                          |
| 10:30                      | -                          | 10:20                      | -                          |
| 11:30                      | -                          | 11:20                      | -                          |
| 12:30                      | -                          | 12:20                      | -                          |
| 13:30                      | -                          | 13:20                      | -                          |
| 14:30                      | -                          | 14:20                      | -                          |
| 15:30                      | -                          | 15:20                      | -                          |
| 16:20                      | -                          | 16:20                      | -                          |
| -                          | -                          | 17:20                      | -                          |

| 台中市公車85路假日時刻列表 | 台中市公車85路假日時刻列表 | 台中市公車85路假日時刻列表 | 台中市公車85路假日時刻列表 |
| -------------------------- | -------------------------- | -------------------------- | -------------------------- |
| 新光里（新福路）開時刻     | 新光里（新福路）開備註     | 吉星社區開時刻             | 吉星社區開備註             |
| 05:50                      | -                          | 06:40                      | -                          |
| 07:30                      | -                          | 08:30                      | -                          |
| 09:30                      | -                          | 10:20                      | -                          |
| 11:30                      | -                          | 12:20                      | -                          |
| 13:30                      | -                          | 14:20                      | -                          |
| 15:30                      | -                          | 16:20                      | -                          |

### 停站
- 參見右側站牌路線圖。

### 收費
依里程計費；刷電子票證十公里免費。

### 圖片

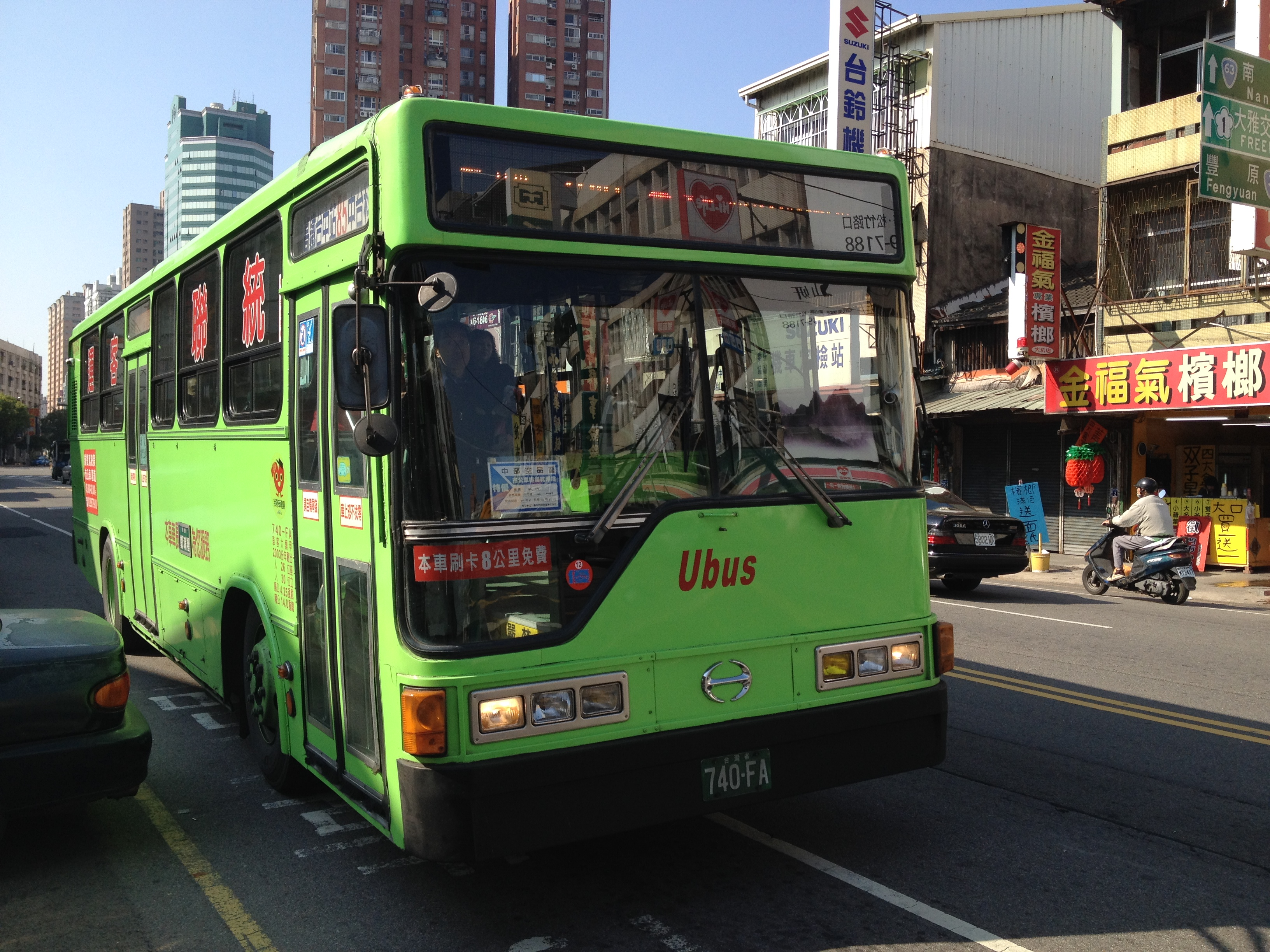
曾配置於本路線的HINO高巴